# Quercus parvula
Espèce
Classification phylogénétique
Quercus parvula est une espèce de chêne à feuillage persistant de la famille des fagacées . Il est classé dans la section des chênes rouges d'Amérique du Nord, d'Amérique centrale et d'Amérique du Sud, les glands mûrissent en 18 mois et ont un goût très amer. Les feuilles ont généralement des lobes avec des pointes acérées, des poils ou des épines sur le lobe.

## Description
Q. Parvula diffère morphologiquement de son parent proche Q. wislizeni des suivantes façons :
- Les limbes des feuilles sont plus grands, 4 cm de large au lieu de 4cm
- Les limbes des feuilles sont plus minces, généralement inférieur à 0,26 mm près de l'apex
- Les branches de l'année en cours sont à 5 pans
- Les pétioles des feuilles et des branches de l'année en cours sont glabres et peu poilus
- Les extrémités des glands sont émoussées au lieu d'être plus pointues.

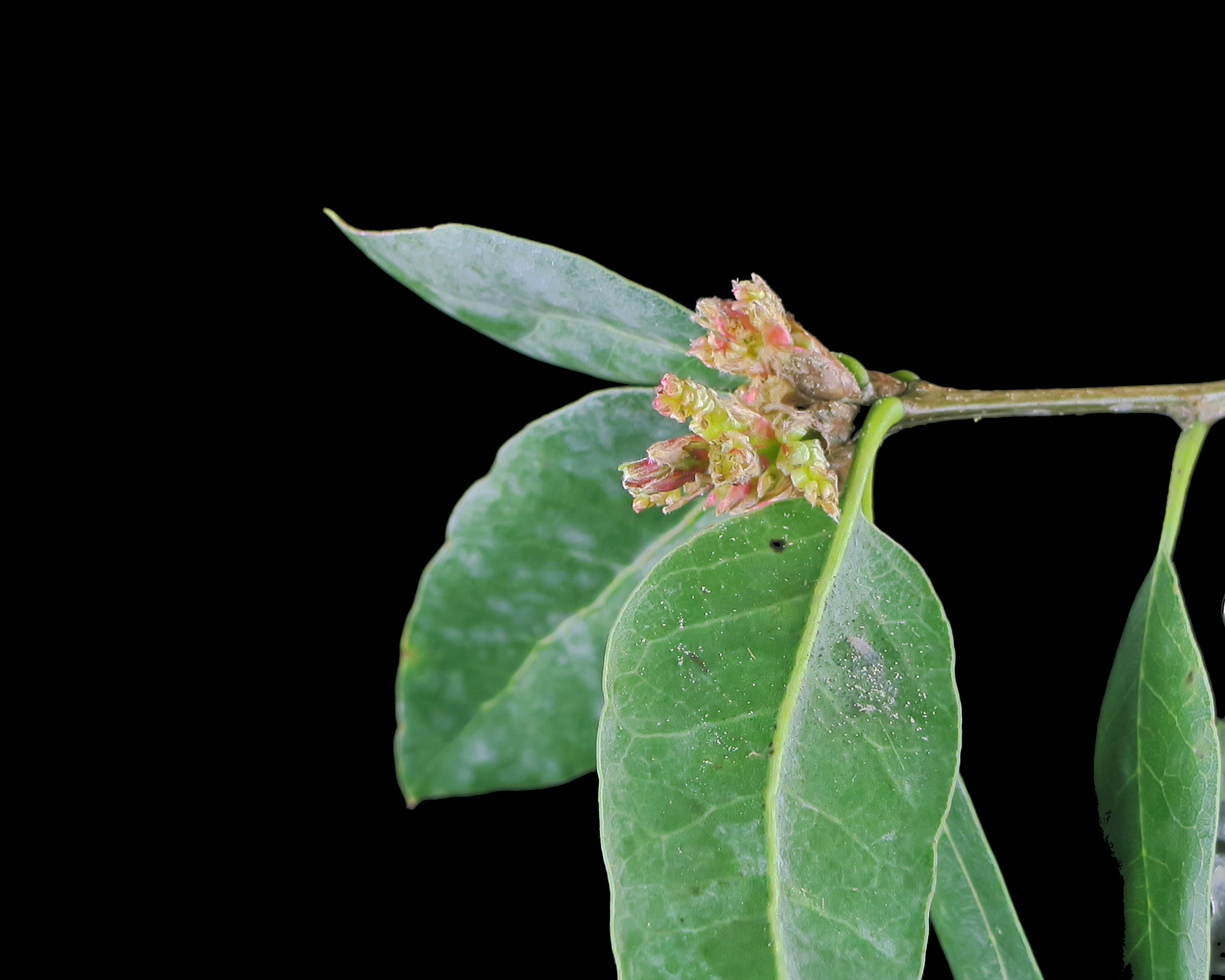
Feuille et fleurs de Quercus parvula

- Feuille et fleurs de Quercus parvulaLes trichomes du limbe foliaire glandulaire doré abaxial unisérié sont absents ou clairsemés

## Distribution et habitat
C'est une plante endémique des États-Unis, son aire de répartition se situe des versants orientés au nord de l'Île Sainte Cruz et des chaines côtières californiennes depuis le nord du comté de Sainte Barbara jusqu'au comté de Mendocino.

## Écologie
Q. parvula se trouve avec ou près de Sequoia sempervirens, et souvent près de Quercus agrifolia var. agrifolia et Notholithocarpus densiflorus.
Q. Parvula  diffère d'un point de vue de l'habitat de Q. wislizeni des suivantes façons  :
- Habitat insulaire ou côtier au lieu des contreforts de la Sierra
- Associé à Sequoia sempervirens au lieu de Pinus sabiniana

## Hybridation
Quercus parvula est théoriquement capable de s'hybrider avec tous les autres chênes rouges de Californie, à l'exception de Quercus agrifolia var. oxyadenia, car ils sont séparés par les Transverse Ranges.

## Taxonomie
Quercus parvula a été décrite par Edward Lee Greene en 1887.
Etymologie :
Quercus: nom générique du chêne en latin
parvula: épithète qui signifie "très petite".